# EPO 風の散歩道
EPO 風の散歩道（えぽ かぜのさんぽみち）は、Date fmが制作しJFN系列東北地区7局ネットで放送されていた、EPOが出演するトーク番組。東北電力一社提供番組。

## 概要
1996年4月から2011年3月まで、毎週土曜の昼に放送されていた、15年間にも及ぶ長寿ラジオ番組。
毎月、最終週の放送では自身のスタジオライブコーナーを定期的に行なっていた。

### 公開録音
放送エリアの7県内の各地で、出張公開録音番組を制作し、その内容は、自身のライブを中心としたもので、リスナーを抽選で無料招待していた。
- 2005年2月12日(土)秋田県 大館市民会館
- 2009年3月14日(土) 岩手県公会堂
- 2009年11月28日(土) 福島県 郡山オペラクラブ
- 2010年12月18日(土)新潟県上越市 高田世界館

### 東日本大震災以降の対応
東北電力の提供番組だったため、東日本大震災の影響により原発事故以降、提供を自粛。
同時に、番組中に流れる提供クレジットも無くなる。
2011年3月後半はノースポンサーという厳しい状況での放送となる。
震災以後の内容は、トーク部分がなくなり、音楽だけが流れるという特別編成に変わる。
この時期放送エリアでは、津波、地震による多数の死者、行方不明者の発生、また通信、交通インフラ、物流の混乱
など非常事態にあり、Date fmでは災害特別番組を多数編成していた関係もあり、3月最終週の放送では、当番組は5分間だけの放送となる。
これが、事実上の最終回であり、2011年3月末で番組は終了。
翌4月から「EPOのMusic Temple」に番組名を変更し継続。

#### EPOのMusic Temple 移行後
「番組にスポンサーがなく厳しい状況であり、スポンサーになってもらえる方を募集してる事」が、EPO自身のブログで記されており、非常に切迫した状況であった。
後に7月頃、水曜日20:30に移動（「MONKEY MAJIKのMonkey House Music」と枠交換）同時に7局ネットも解消され、この時間枠では各局で異なる番組を放送している。
radiko（ラジオのインターネット配信）で、震災以後東北のラジオ局が、エリア制限なしで全国に配信されていたが、当番組は権利関係の問題で配信されずに放送時間中は、番組とは無関係な音楽が流されていた。
なお、Music Tenpleは2013年2月27日をもって放送を終了した。これにより「風の散歩道」に続いていた、17年間の歴史に幕。

### 番組テーマ曲
- 『幸せもの勝ち』（オープニング）
- 『寂しくならない別れの言葉』（エンディング）

　　共にEPOの曲
「Over The Rainbow」のEPOによるカバーをオープニングないしエンディングのBGMにする時期もあった。

## ネット局・放送時間
- 後期 12:00～12:25(全局)
- 前期 12:30～12:55(ふくしまFMとFM-NIIGATA)、 12:00～12:25(FM青森、秋田、岩手、山形、DateFM)

前期は福島・新潟県境付近のスピルオーバー地域では、12時台に時間差で2回放送を聞くことも可能であった。
東北6県以外に唯一新潟県にもネットされているのは、提供会社の東北電力の営業区域に新潟県も含まれるからである。
| ネット局   | 後番組                                         |
| ---------- | ---------------------------------------------- |
| FM青森     | 週刊 Hilcrhyme                                 |
| FM秋田     | 週刊 Hilcrhyme                                 |
| FM岩手     | K POP TRAIN                                    |
| FM山形     | 森田正光・井坂綾の天気部屋～予報士さん教えて～ |
| ふくしまFM | TOKI CHIC RADIO                                |
| FM-NIIGATA | COAST TO COAST(12:00～12:55)                   |